# Microphorella ulrichi
Microphorella ulrichi är en tvåvingeart som beskrevs av Gatt 2003. Microphorella ulrichi ingår i släktet Microphorella och familjen styltflugor. Inga underarter finns listade i Catalogue of Life.